# Zorros märke
Zorros märke (engelska: The Mark of Zorro) är en äventyrsfilm från 1920 i regi av Fred Niblo. Detta var den första filmatiseringen av Johnston McCulleys berättelse The Curse of Capistrano från 1919, som introducerade den maskerade hjälten Zorro. Huvudrollen som Zorro spelades av Douglas Fairbanks, som också var producent för filmen. Två nyinspelningar av Zorros märke har gjorts, 1940 och 1974.

## Rollista i urval
- Douglas Fairbanks - Don Diego Vega/Señor Zorro
- Marguerite De La Motte - Lolita Pulido
- Noah Beery, Sr. - Sergeant Pedro Gonzales
- Charles Hill Mailes - Don Carlos Pulido
- Claire McDowell - Doña Catalina Pulido
- Robert McKim - Kapten Juan Ramon
- George Periolat - Guvernör Alvarado
- Walt Whitman - Fader Felipe
- Sidney De Gray - Don Alejandro Vega
- Tote Du Crow - Bernardo, Don Diegos betjänt
- Noah Beery, Jr. - Boy
- Charles Stevens - Peon
- Milton Berle - barn (ej krediterad)